# Tschörtnerite
La tschörtnerite è un minerale appartenente al gruppo delle zeoliti.

## Etimologia
Il nome è in onore del collezionista e farmacista tedesco Jochen Tschörtner (1941-  ).